# ジェイク・シマブクロ
ジェイク・シマブクロ（Jake Shimabukuro、1976年11月3日 - ）は、アメリカ合衆国ハワイ州ホノルル出身の日系5世のアメリカ人ウクレレ奏者、作曲家。

## 概要
稲妻のような超速弾きと正確無比なテクニックを併せ持つ、ウクレレの達人であり、「ハワイのジミヘン」との異名を持つ。ジャズ、ブルース、ファンク、クラシック、ブルーグラス、フォーク、フラメンコの要素を組み合わせた数多くの音楽を手がけ、映画『フラガール』 （2007年）や日本版の『サイドウェイ』（2009年）など２つの日本映画の全サウンドトラックを作曲する。
2000年代の初頭にソロ活動を通じて日本とハワイで知られる存在となる。彼の巧みなアレンジと演奏によるホワイル・マイ・ギター・ジェントリー・ウィープスのビデオが彼の知ることなくYouTubeに投稿されバイラルビデオとなり、2006年に国際的に有名になる。その後、コンサート、伝説的なミュージシャン達とのコラボレーション、メディア出演、音楽制作活動などが著しく増えることとなる。2012年には、彼の半生、キャリア、音楽をもとにしたドキュメンタリー映画である Jake Shimabukuro: Life on Four Strings がリリースされ、数多くのフィルムフェスティバルで受賞を受ける。また、アメリカのテレビ局のPBSで放送され、その後DVDとしてもリリースされた。
母語が英語であるため、日本語はあまり得意でないようだが、コンサートのMCの際日本語を使う。決まり文句として「よろしくお願いシマブクロ」がある。ただ、近年は日本語力も向上しているようで2014年8月8日の『ミュージック・ステーション』（テレビ朝日）に出演した際には通訳が傍に待機していたものの、番組内では通訳なしで会話をしていた。
既婚者であり、2012年に第1子が誕生した。弟のブルース・シマブクロも、ハワイで有名なウクレレ奏者である。

## 来歴

### ウクレレとの出会いとバンド活動

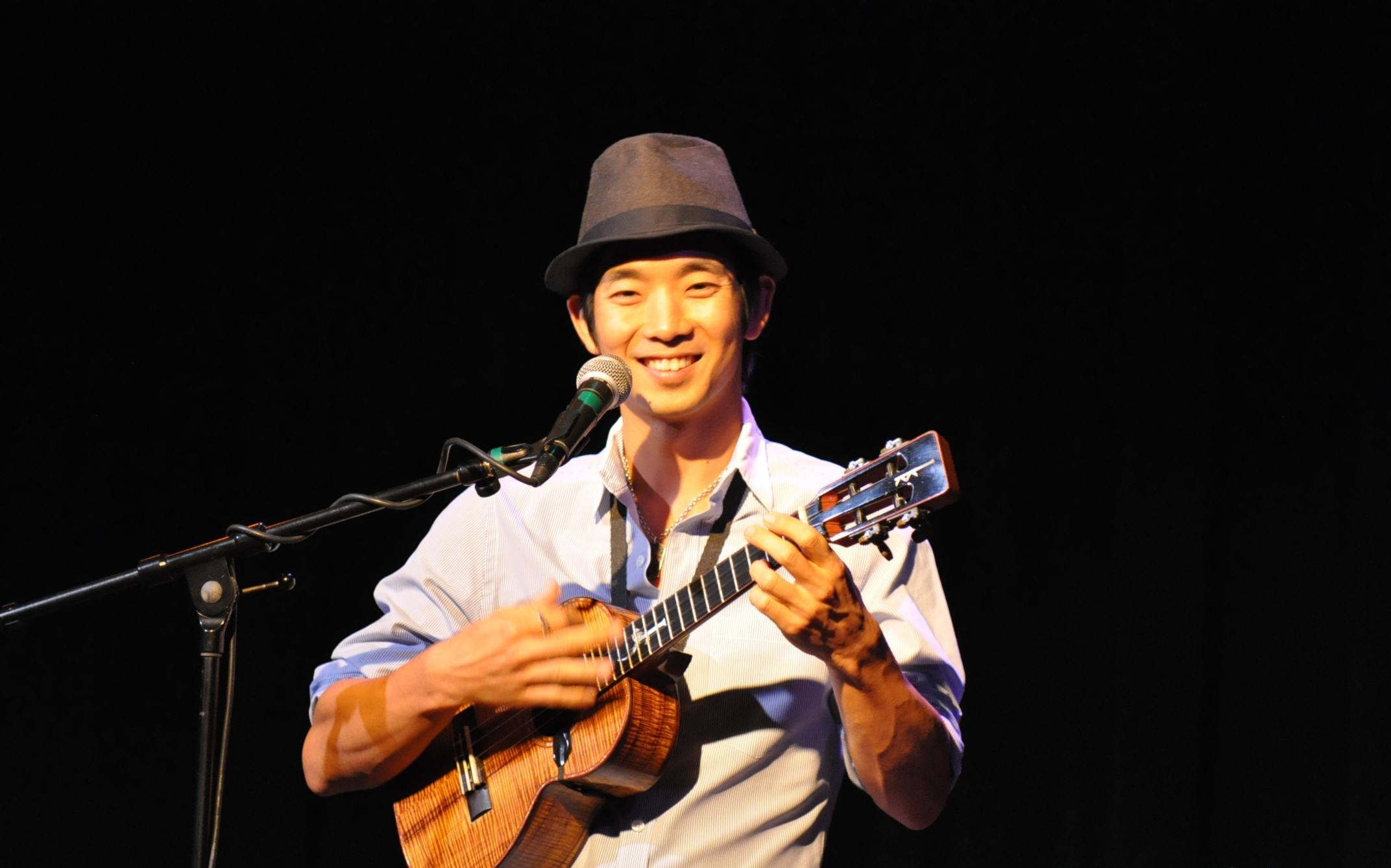
In concert 2010

4歳の時に母、キャロルからウクレレをもらい、直ぐに興味を持ち一日に何時間も練習する。ベテラン・ウクレレ・プレーヤー・シンガーである母からレッスンを受け、w:Roy Sakuma スタジオでタミ・アキヤミの指導を7年間うける。
日系アメリカ人五世である彼は、1998年に ロパカ・コロン(Lopaka Colón、パーカッション)、ジョン・ヤマサト(Jon Yamasato、ギター／ボーカル)とのトリオバンドの Pure Heart の活動で注目されるようになる。ハワイのグラミー賞と言われる ハワイ・レコーディング・アート・アカデミー(Hawaii Academy of Recording Arts) 主催の「ナ・ホク・ハノハノ賞」で、「アイランド・コンテンポラリー・アルバム・オブ・ザ・イヤー」、「モスト・プロミシング・アーティスト」、「アルバム・オブ・ザ・イヤー」、「フェイバリット・エンターテイメント・オブ・ザ・イヤー」等の4つの賞を受賞したバンドの名祖となったファーストアルバムをリリースした時、シマブクロ氏は楽器屋の店員をしていた。後に「ホノルル・マガジン」により公に行われた投票でアルバム「Pure Heart」は、ハワイ歴代トップ50アルバムの1つとして選ばれている。
翌年の1999年にリリースしたアルバム「Pure Heart 2」もナ・ホク・ハノハノ・アウォーズで「アイランド・コンテンポラリー・アルバム・オブ・ザ・イヤー」を受賞している。ヤマサト氏の脱退後、有名パーカッショニストだったコロンの父、Augie Colón氏の名を借りた新しいバンド 「Colón」を結成。新しいギタリストとしてガイ・クルズ (Guy Cruz)、ベーシストとしてアンドリュ・マクレラン (Andrew McLellan)がバンドに加入する。2000年にリリースされてアルバム「The Groove Machine」は、2001年にナ・ホク・ハノハノ・アウォーズで「フェイバリット・エンターテイメント・オブ・ザ・イヤー」を受賞してする。

### ソロ活動

#### ソニー・ミュージックでの音楽活動
2002年のはじめに Colón を解散しソロの道を歩み始める。
同年、日本出身の新しいマネージャー、カズサ・フラナガンの助けを借り、ソニー・ミュージックエンタテインメント (日本)のエピック・レコードとレコード契約を交わした初めてのハワイ出身のアーティストとなる。 アルバム「サンデー・モーニング」をリリースし、日本を中心にツアー活動に専念、彼の演奏は、多くのラジオ番組でもエアーされる。その後、2002年に「スカイライン」、2007年に「春よ来い」、2008年に「YEAH.」、「一期一会」、2009年に「安穏」、「ザ・ミュージック・オブ・サイドウェイズ」、「Across The Universe」、2011年に「アロハ・トゥ・ユー」、「UKULELE X JAKE SHIMABUKURO」、2012年に「ウクレレ・ディズニー」等の数多くの日本限定版CDをリリースする。2008年には、写真入り単行本の「風の名前~ジェイク・シマブクロの肖像」を出版する。
ソニージャパンが海外向けのアルバムをリリースしないため(アメリカにもソニー系レーベルは存在するが、経営が独立している関係もあってか同社での販売契約は行っていない)、ハワイでのリリースを図る目的でヒッチハイク・レコードを設立する。2002年に「サンデー・モーニング」、2003年に「クロスカレント」、2004年に「ウォーキング・ダウン・レインヒル」、2005年に「Dragon」をソロ・パフォーマーとしてアメリカ向けアルバムを発表する。アルバム「Dragon」以外他のアルバムは、ナ・ホク・アウォーズで最優秀インストゥルメンタル・アルバム賞、ハワイ・ミュージック・アウォーズの両賞を受賞し、「Dragon」は、ハワイ・ミュージック・アウォーズでベスト・ロックアルバム賞に選ばれ、Billboardの2005年ワールド・トップアルバムで第5位までもぼる詰める。シマブクロ氏は、ウクレレではあまり使われないエフェクターペダルを使用してウクレレの新しいサウンドの創造に取り組む。
2004年には、「Rainbow」がハワイ州観光局のキャンペーン・ソングに選ばれイメージキャラクターに抜擢される。3月26日に日米交流150周年記念外務大臣表彰を受ける。
2005年
- 4月19日から6月28日にフジテレビ系で放送された連続ドラマ『離婚弁護士II〜ハンサムウーマン〜』の音楽担当になり、楽曲提供した。
- 引き続きハワイ州観光局イメージキャラクターに。キャンペーンソングは『With You Always』。
- 『ウォーキング・ダウン・レインヒル』が、ナ・ホク・ハノハノ・アウォーズにて、最優秀インストゥルメンタル・アルバム賞を受賞。
- 12月13日：アメリカ、NBCの人気番組『コーナン・オブライエン・ショー（Late Night With Conan O'Brien Show）』に出演。
- ADLIB誌のアドリブ・アワードにて、最優秀ワールド・ミュージックを受賞。

2006年
- 3年連続、ハワイ州観光局イメージキャラクターに。キャンペーンソング『On The Road』。
- 2月5日：アメリカNBAバスケットボールの試合、ニューヨーク・ニックスとヒューストン・ロケッツ戦のオープニングで、アメリカ国歌を演奏。
- 3月18日 - 6月11日：楽曲提供した、サンシャイン・スターライトドーム"満天"のプラネタリウム番組「Aloha Hawaii 星たちの楽園」が上映。
- 6月1日：『ドラゴン』が、ナ・ホク・ハノハノ・アワードにて、フェイバリット・エンターティナー賞を受賞。
- 6月2日：アメリカ合衆国にて、テーマ曲などの楽曲を提供したテレビドラマ『ビヨンド・ザ・ブレイク』放送開始（日本では、2008年1月16日放送開始）。
- 10月7日：アメリカ、ビルボード発表「ワールドミュージック・チャート」で、『ジェントリー・ウィープス』が初登場2位にランクイン。
- 9月5日：沖縄県にて、海外のウチナーを代表する「世界のウチナーンチュ民間大使」に選ばれる。
- 9月23日：全編で音楽を担当した、映画『フラガール』が封切り。
- 12月10日（現地時間）：初めてホノルルマラソンに参加し、完走。記録は5時間24分。
- 12月31日：『NHK紅白歌合戦』に出演し、夏川りみのバックでウクレレ演奏を行なう。

2007年
- 5月3日 - 5月27日：live image 6 sixに初参加。
- 6月20日：『ジェントリー・ウィープス』が、ナ・ホク・ハノハノ・アウォーズにて、最優秀インストゥルメンタル・アルバム賞を受賞。
- 7月29日：フジ・ロック・フェスティバル07に出演。

2008年
- 2月：第11回ハワイ・ミュージック・アワードにて『マイ・ライフ』がウクレレ部門、『フラガール』がフィルム・スコア部門と、2部門で受賞。
- 2月19日：アメリカ、NBCの人気トーク番組『コーナン・オブライエン・ショー（Late Night With Conan O'Brien Show）』に再び出演、ソロ演奏。
- 8月27日：フォトブック『風の名前 ジェイク・シマブクロの肖像』発売。
- 11月23日：TAB譜付バンド･スコア（ウクレレ･パート譜付）『ジェイク・シマブクロ／一期一会』発売。日本の曲をカヴァーしたアルバム『一期一会』に収録された楽曲集。

2009年
- 3月18日：ビートルズのトリビュート・アルバム『アクロス・ザ・ユニバース』発売。シンディ・ローパーやヨーヨー・マと共演。
- 9月30日：映画『サイドウェイズ』のサウンドトラック『ザ・ミュージック・オブ・サイドウェイズ』発売。
- 12月7日：ベット・ミドラーと共に英国『ロイヤル・バラエティ』出演。

2010年
- 5月31日：ナ・ホク・ハノハノ・アワードにて、Instrumental Album of the Year、Favorite Entertainer of the Yearをダブル受賞。

2011年
- 4月4日：テレビ朝日系ワイドショーモーニングバードにて、Morning Bird使用開始。リニューアルにより2015年9月を持ち使用終了したものの、入れ替わるように10月からは、ラジオのニッポン放送のひろたみゆ紀のサンデー早起き有楽町のテーマ曲として使用されている。

## ディスコグラフィ

### ピュア・ハート（PURE HEART）
- PURE HEART（1998年）※廃盤
- PURE HEART2（1999年）※廃盤
- PURE HEART2.5（1999年）※廃盤

### コロン（COLON）
- The Groove Machine（2001年）※廃盤

### オリジナルアルバム
- サンデー・モーニング - Sunday Morning（2002年7月24日、アメリカ：2002年10月22日）※ミニ・アルバム
- スカイライン - Skyline（2002年11月20日）※ミニ・アルバム
- クロスカレント - Crosscurrent（2003年7月2日、アメリカ：2003年8月26日）
- ウォーキング・ダウン・レインヒル - Walking Down Rainhill（2004年6月23日、アメリカ：2004年8月24日）※日本盤は初回盤DVD付
- ドラゴン - Dragon（2005年6月1日、アメリカ：2005年10月4日）※日本盤は初回盤DVD付
- ピース、ラヴ&ウクレレ - Peace, Love & Ukulele（2005年11月23日）※ミニ・アルバム
- ジェントリー・ウィープス - Gently Weeps（2006年6月14日、アメリカ：2006年9月19日）
- マイ・ライフ - My Life（2007年7月18日、アメリカ：2007年9月18日）※ベスト・アルバム
- 一期一会（2008年2月20日）※日本の楽曲のカヴァー・アルバム
- YEAH.（2008年8月27日）
- アクロス・ザ・ユニバース - Across The Universe（2009年3月18日）※ビートルズ楽曲のトリビュート・アルバム
- ライヴ〜ジェイク・シマブクロの世界〜 - Live（2009年8月19日、アメリカ：2009年4月14日）※日本盤は初回盤DVD付
- I ♥ UKULELE (2010年7月28日）
- Aloha To You (2011年7月27日)
- UKULELE X JAKE SHIMABUKURO(2011年10月19日)
- グランド・ウクレレ(2013年4月24日)
- ジェイク・シマブクロ　グランド・ウクレレ　ライヴ・イン・ボルダー(2014年3月26日)
- トラベルズ(2015年7月22日)

### シングル
- えひめ丸 - Ehime Maru（アメリカ：2001年3月16日）※廃盤
- フラガール - Hula Girl（2006年9月20日）
- 春よ、来い - Haru yo koi（2007年2月21日）
- 安穏（2009年8月19日）

### サウンドトラック等
- アイーダ アイダ（2005年8月24日）※NHK教育『からだであそぼ』
- フラガール - Hula Girl（2006年8月23日、アメリカ：2007年9月18日）※映画「フラガール」オリジナル・サウンドトラック
  - フラガール plus 1 - Hula Girl plus 1（2007年2月21日）※1曲追加されたバージョン
- フラガール - Hula Girl（2006年9月20日）※同シングル・アルバム
- サイドウェイズ（2009年9月30日）

### コンピレーション・アルバム／その他
「」内は参加楽曲。
- The Art Of Solo 'Ukulele (アメリカ：2002年)
「God Bless America」、「Crazy G (In F)」、「Something」、「Romance In G Minor」
- ララバイ - Lullaby (2002年)
「Honu's Dream」
- Legends Of The Ukulele (アメリカ：2003年)
「Honu's Dream」
- OVER THE SKY: Yuming International Cover Album (2003年7月16日)
「春よ、来い (Haru Yo Koi)」
- ALOHA HEAVEN moani (2004年6月23日)
「Wish On My Star」
- フラ・スタイル・ミュージック - HULA STYLE MUSIC (2006年8月2日)
「Comfortable」
- Song Of America -  Song Of America (アメリカ：2007年9月18日）)
「Stars And Stripes Forever」
- UNDER THE BLUE MOON ～Yuming International Cover Album～（2007年11月21日）
「ダンデライオン〜遅咲きのたんぽぽ (Dandelion)」、「卒業写真 (GRADUATION PHOTOGRAPH)」
- 吉田拓郎トリビュート ～結婚しようよ～ (2008年2月2日)
「大いなる」
- Def Tech -  Howzit!? (日本：2015年6月3日)
「One Day  with Jake Shimabukuro」
- ジェイソン・ベッカー
「Fantasy Weaver」（2018年12月、アルバム『Triumphant Hears』収録）[18]

### DVD
- PLAY LOUD UKULELE（2004年3月10日）
- MILLION MILES AWAY（2004年12月22日）
- Gently Weeps -Video Clips-（2007年2月21日）
- 一期一会 LIVE 07（2008年2月20日）

## 主な出演

### テレビCM／楽曲提供
- PARCO（パルコ、2003年）※オリジナル曲
- オロナミンCドリンク（大塚製薬、2003年）※オリジナル曲
- ハワイ州観光局04キャンペーン（ハワイ州観光局 HTJ、2004年）※「Rainbow」
- ハワイ州観光局05キャンペーン（ハワイ州観光局 HTJ、2005年）※「With You Always」
- ハワイ州観光局06キャンペーン（ハワイ州観光局 HTJ、2006年）※「On The Road」
- ジャワカレー "夏編"、"秋編"（ハウス食品 2006年）※"夏編"…「Hey Little Lady」、"秋編"…「Coffee Talk」
- ホンダ・エアウェイブ（本田技研工業、2008年）※「Sunset With You」（作曲は弟のブルース・シマブクロ）
- 三井不動産レジデンシャル "娘と帰る篇"（2009年）※「Across The Universe」
- 情報満載ライブショー モーニングバード!（テレビ朝日）※「Morning Bird」
  - 赤江珠緒 たまむすび（TBSラジオ）※パロディコーナー「アフタヌーンバード!」のテーマ曲で、「Morning Bird」に似せた曲（曲名非公表）
- トラッド ジャパン（NHK教育テレビジョン）※「Trad Japan」
- JRいわき駅発車メロディー（JR東日本、2016年10月 - ）※「フラガール」

### テレビ番組
- 音楽夢くらぶ（NHK総合ほか、2005年5月12日ほか）
- 題名のない音楽会21（テレビ朝日系、2005年7月3日）
- 井上陽水空想ハイウェイ Act4（NHK BS2、2005年11月4日）
- Late Night with Conan O'Brien（アメリカ：NBC、2005年12月13日）
- たけしの誰でもピカソ（テレビ東京系、2006年7月28日）
- 神様がくれた音・ウクレレ 〜ジェイク・シマブクロ奇跡の4弦〜（福島中央テレビほか、2006年8月20日ほか）
- 第57回NHK紅白歌合戦（NHK総合・ラジオ第1、2006年12月31日）
- シブヤらいぶ館「歌のない音楽会 驚異のウクレレテクニック」（NHK BShi 2007年2月14日）
- ちちんぷいぷい（毎日放送、2007年8月7日）
- えいごでしゃべらないとJr.（NHK教育、2010年4月5日）
- 情報満載ライブショー モーニングバード!（テレビ朝日）
- トラッドジャパン（NHK教育）
- ジェイク・シマブクロと巡るサウンド・オブ・ハワイ（2012年、全3回、BS日テレ）
- エンター・ザ・ミュージック（BSジャパン、2016年8月29日）

### ラジオ番組
- MUSIC OF HEAVEN（J-WAVE、2006年9月18日）※ジェイクの特集番組として放送
- JET STREAM（TOKYO FM、2009年6月8日 - 6月12日）
- UKE NATION RADIO with JAKE SHIMABUKURO　(InterFM )

### 雑誌
- HANDS 12月号（2004年）※表紙
- ALOHA STYLE（2006年3月30日）※表紙
- AERA 2006年8月14-21日合併増大号（2006年8月7日）※表紙
- SPA! 2006年9月12日号（2006年9月5日）※"エッジな人々"